# Ribes leptostachyum
Ribes leptostachyum är en ripsväxtart som beskrevs av George Bentham. Ribes leptostachyum ingår i släktet ripsar, och familjen ripsväxter. Inga underarter finns listade i Catalogue of Life.